# 內包
內包（insourcing）或稱委內，是指委託一家企業的內部的部門進行工作或作業。承包廣泛被應用在生產上，可以降低稅務、工資、運輸等成本。